# Houstonia caerulea
Houstonia caerulea är en måreväxtart som beskrevs av Carl von Linné. Houstonia caerulea ingår i släktet Houstonia och familjen måreväxter. Inga underarter finns listade i Catalogue of Life.